# Danh sách bạo chúa Siracusa
Siracusa (Gr. Συρακοῦσαι) là một thành bang Hy Lạp cổ đại, nằm trên bờ biển phía đông đảo Sicilia. Thành phố được thành lập bởi những người định cư từ Corinth vào năm 734 TCN hoặc 733 TCN và bị người La Mã chinh phục vào năm 212 TCN, về sau trở thành trung tâm thiết lập quyền cai trị của người La Mã ở Sicilia. Trong suốt lịch sử thành bang này đã từng là một thành phố độc lập bị thống trị bởi một loạt bạo chúa, chỉ với một khoảng thời gian ngắn ngủi của nền dân chủ và chính thể đầu sỏ. Thi sĩ Pindar trong các bài thơ ca ngợi của ông đã gọi những bạo chúa Sicilia (người chiến thắng cuộc đua chiến xa) trong các trò chơi Olympic và Pythian là vua, vào năm 304 TCN, Agathocles đã tự mình chấp nhận tước hiệu tuyệt đối của một vị vua (basileus).

## Bạo chúa Siracusa
- Gelon I (491 TCN - 478 TCN)
- Hieron I (478 TCN - 466 TCN)
- Thrasybulus (466 TCN - 465 TCN)
- Thời kỳ Dân chủ (465 TCN - 405 TCN)
- Dionysius I Cha (405 TCN - 367 TCN)
- Dionysius II Con (367 TCN - 357 TCN)
- Dion (357 TCN - 354 TCN)
- Calippus (354 TCN - 352 TCN)
- Hipparinus (352 TCN - 351 TCN)
- Aretaeus (352 TCN - 350 TCN)
- Nysaeos (350 TCN - 346 TCN)
- Dionysius II Con (tái lập, 346 TCN - 344 TCN)
- Timoleon (345 TCN - 337 TCN)
- Thời kỳ Chính trị đầu sỏ (337 TCN - 317 TCN)
- Agathocles (317 TCN - 289 TCN)
- Hicetas (289 TCN - 280 TCN)
- Toinon (280 TCN)
- Sosistratus (280 TCN - 277 TCN)
- Epirus (277 TCN - 275 TCN)
- Hieron II (275 TCN - 215 TCN)
- Gelon II (240 TCN - 216 TCN)
- Hieronymus (215 TCN - 214 TCN)
- Adranodoros (214 TCN - 212 TCN)
- Hippocrates và Epicydes (213 TCN - 212 TCN)

Sau khi bị người La Mã đánh bại tại trận Cannae, Hieronymus đã gia nhập vào một liên minh với Hannibal, mà cuối cùng sẽ quyết định số phận của thành phố về mặt chính trị. Kết quả là Carthage nhận được sự hỗ trợ từ Syracuse, khiến cho người La Mã dưới quyền Marcus Claudius Marcellus đã bắt đầu bao vây thành phố này vào năm 214 TCN. Thành phố đã cầm cự cho đến tận năm 212 TCN, khi có tin đồn rằng những người La Mã đã bí mật dàn xếp cho phép một đảng phái thuộc phe chủ hòa ở Syracuse lên tiếp quản thành phố và kể từ đó chính thức đặt dưới quyền thống trị của người La Mã.